# 范隆 (前趙)
范隆（？—？），字玄嵩，雁門（今山西省右玉縣）人。曾任前趙尚書僕射、太尉、尚書令、中書令、司空。

## 生平
其父范方曾為公孙瓒从事，曹魏雁門太守，但在范隆十五個月大時去世，到范隆四歲，其母亦相繼去世。其後幸得疏親范廣收養，范隆亦視范廣為父親。范隆精通所有明著，另著有《春秋三傳》、《三禮吉凶宗紀》二書。西晉惠帝司馬衷在位時，因天下將亂而隱跡不應州郡之命作官，日頭耕作晚上讀書，與好友朱紀遊山。前趙劉聰在位間去世。
劉聰曾打算將當時皇后靳氏改為上皇后，而另立貴妃劉氏為左皇后，右貴嬪靳氏為右皇后。左司隸陳元達力諫，但劉聰不聽，還將陳元達明升暗降為右光祿大夫，於是范隆、大司馬劉丹、大司空呼延晏、尚書令王鑒等人抗議，以致陳元達被改為御史大夫。

## 延伸阅读
[在维基数据编辑]
 《晉書/卷091》，出自房玄齡《晉書》
 《晉書·卷102》，出自房玄齡《晉書》